# Michel Vadet
Michel Vadet est un acteur français, pensionnaire de la Comédie-Française, né le 21 juillet 1918 à Rouen (Seine-Inférieure) et mort le 24 décembre 1953 à Paris 17e.

## Biographie
Il meurt accidentellement en préparant son sapin de Noël, chutant de l'escabeau sur lequel il se trouvait.

## Filmographie
- 1943 : Les Enfants du paradis de Marcel Carné (film tourné en deux époques)
- 1947 : Les Trafiquants de la mer de Willy Rozier
- 1950 : Casabianca de Georges Péclet : le capitaine Le Gallec
- 1951 : Une enfant dans la tourmente de Jean Gourguet
- 1951 : Le Plaisir de Max Ophüls : le marin (dans le sketch : Le Modèle)
- 1951 : Un grand patron d'Yves Ciampi : le docteur Larmy
- 1952 : Brelan d'as d'Henri Verneuil
- 1952 : C'est arrivé à Paris d'Henri Lavorel et John Berry
- 1952 : La Dame aux camélias de Raymond Bernard
- 1952 : Les Révoltés du Danaé de Georges Péclet
- 1952 : Le Secret d'une mère de Jean Gourguet
- 1953 : Le Grand Pavois de Jack Pinoteau
- 1953 : Le Guérisseur d'Yves Ciampi : un docteur
- 1953 : Maternité clandestine de Jean Gourguet : l'automobiliste
- 1953 : La Rage au corps de Ralph Habib : l'interne de l'hôpital Ste-Anne
- 1953 : Tabor de Georges Péclet
- 1953 : Les Trois Mousquetaires d'André Hunebelle

## Théâtre
- 1938 : Le Corsaire de Marcel Achard, mise en scène Louis Jouvet, Théâtre de l'Athénée
- 1943 : Suréna de Corneille, mise en scène Maurice Escande, Comédie-Française
- 1943 : Proverbes de Carmontelle : L'Officier du gobelet, Comédie-Française
- 1943 : Vidocq chez Balzac d'Émile Fabre d'après Honoré de Balzac, mise en scène Émile Fabre, Comédie-Française
- 1943 : Iphigénie à Delphes de Gerhart Hauptmann, mise en scène Pierre Bertin, Comédie-Française
- 1943 : Courteline au travail de Sacha Guitry, Comédie-Française
- 1944 : Ruy Blas de Victor Hugo, mise en scène Pierre Dux, Comédie-Française
- 1949 : Suréna de Corneille, mise en scène Maurice Escande, Comédie-Française
- 1950 : Les Caves du Vatican d'André Gide, mise en scène Jean Meyer,  Comédie-Française